# Louise Herbert
Louise Herbert (født 5. november 1967 i Aarhus) er en dansk skuespiller og tekstforfatter. Louise Herbert har siden uddannet sig til psykoterapeut og har siden 2012 arbejdet som selvstændig psykoterapeut.
Herbert er uddannet fra Skuespillerskolen ved Odense Teater i 1996. Hun debuterede dog allerede i 1990 i musicalen Willy The Tonser. Hun var fra 1996 tilknyttet Odense Teater, men kom i 1998 til Aalborg Teater, hvor hun bl.a. medvirkede i En skærsommernatsdrøm, Rent og Hamlet. Hun har desuden medvirket i og skrevet tekster til Græsted Revyen 2003 og Kolding Revyen 2004, ligesom hun i 2008 medvirkede i sommerrevyen på Rottefælden i Svendborg.
Louise Herbert er endvidere tilknyttet lydbogsforlaget Momo - Skuespillernes Lydbogsværksted, hvor hun har indlæst flere lydbøger.
Louise Herbert er gift med skuespiller Allan Klie.

## Filmografi
- Verden er fuld af børn (1980)
- Balladen om Holger Danske (stemme, 1996)
- Steppeulven (2015)

### Tv-serier
- Forbrydelsen (2007)
- Livvagterne (2009)

### Tegnefilm
- Phineas og Ferb (2011)